# Остров (Пинский район)
Остров (бел. Востраў) — деревня в Пинском районе Брестской области Беларуси. Входит в состав Ласицкого сельсовета. Население — 52 человека (2019).

## География
Деревня расположена в 24 км к юго-западу от центра Пинска. В 5 км к югу проходит граница с Украиной. Деревню окружают два рукава реки Стырь, так что она действительно находится на острове. Через Остров проходит местная автодорога Паре — Остров — Ласицк.

## Достопримечательности
- Церковь Рождества Богородицы. Построена из дерева в 1720 году, частично перестроена в 1869 году. Рядом с церковью — трёхъярусная деревянная колокольня с шатровой крышей. Церковь Рождества Богородицы — памятник народного зодчества, включена в Государственный список историко-культурных ценностей Республики Беларусь[2].
- Часовня на кладбище
- Археологические памятники:
  - Селище в урочище Оселица на берегу реки Стырь. Относится к эпохе зарубинецкой культуры
  - Селище в урочище Марфинец в километре к западу от деревни. Относится к милоградской и зарубинецкой культурам
  - Стоянка эпохи неолита в 500 м к юго-западу от деревни (3 тысячелетие до н. э.)
  - Стоянка эпохи неолита в 1 км к северо-востоку от деревни (5-3 тысячелетие до н. э.)
  - Стоянка в 1 км к юго-востоку от деревни (5-4 тысячелетие до н. э.)
  - Стоянка в 1 км к востоку от деревни (3-2 тысячелетие до н. э.)[3]

## Галерея

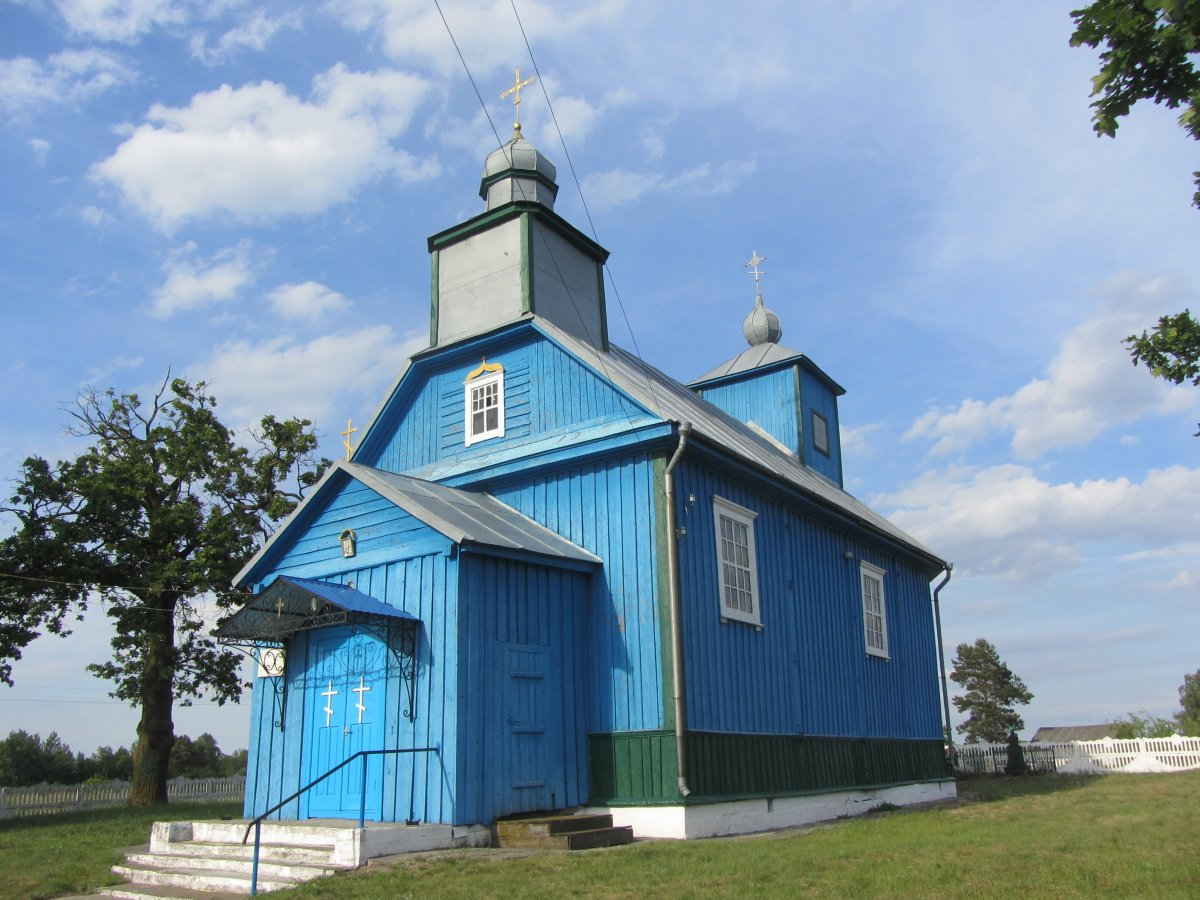
Церковь Рождества Богородицы
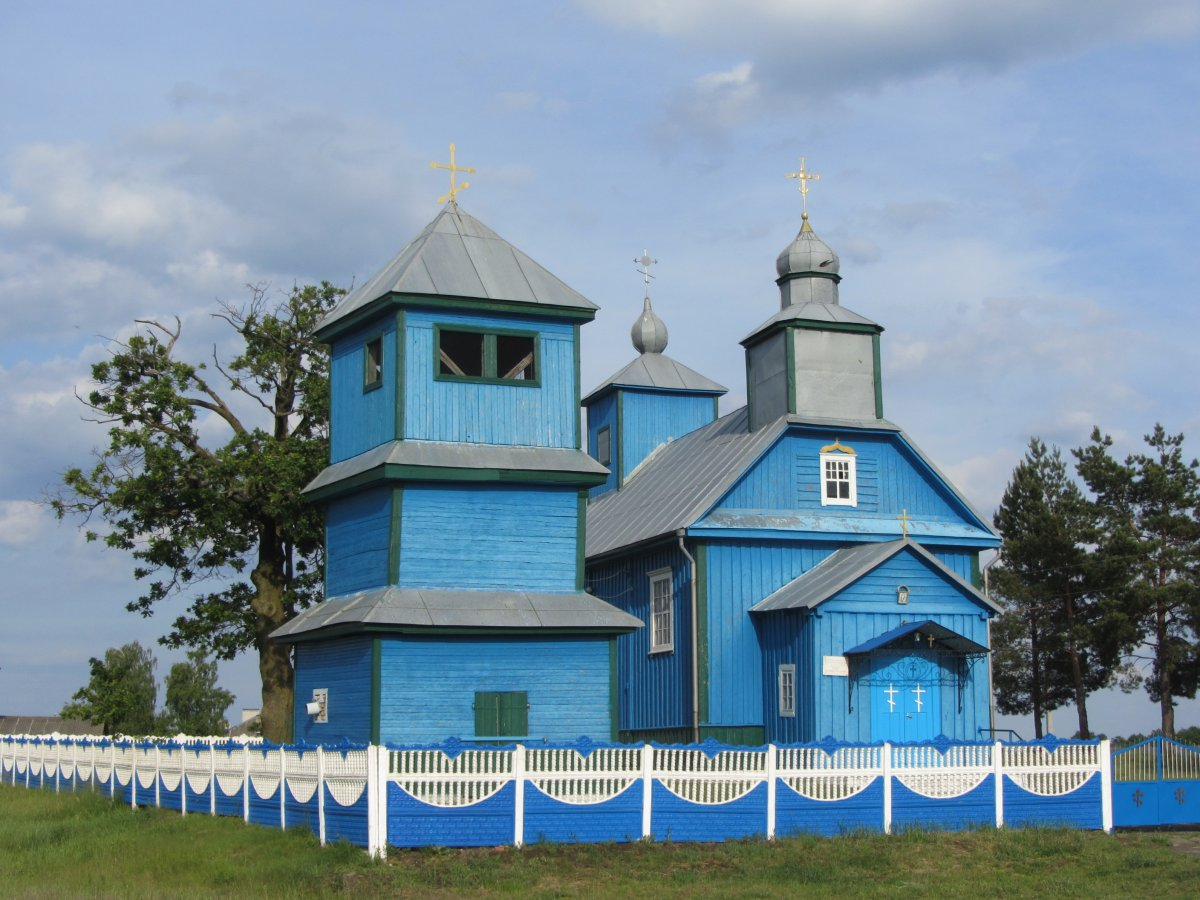
Церковь Рождества Богородицы
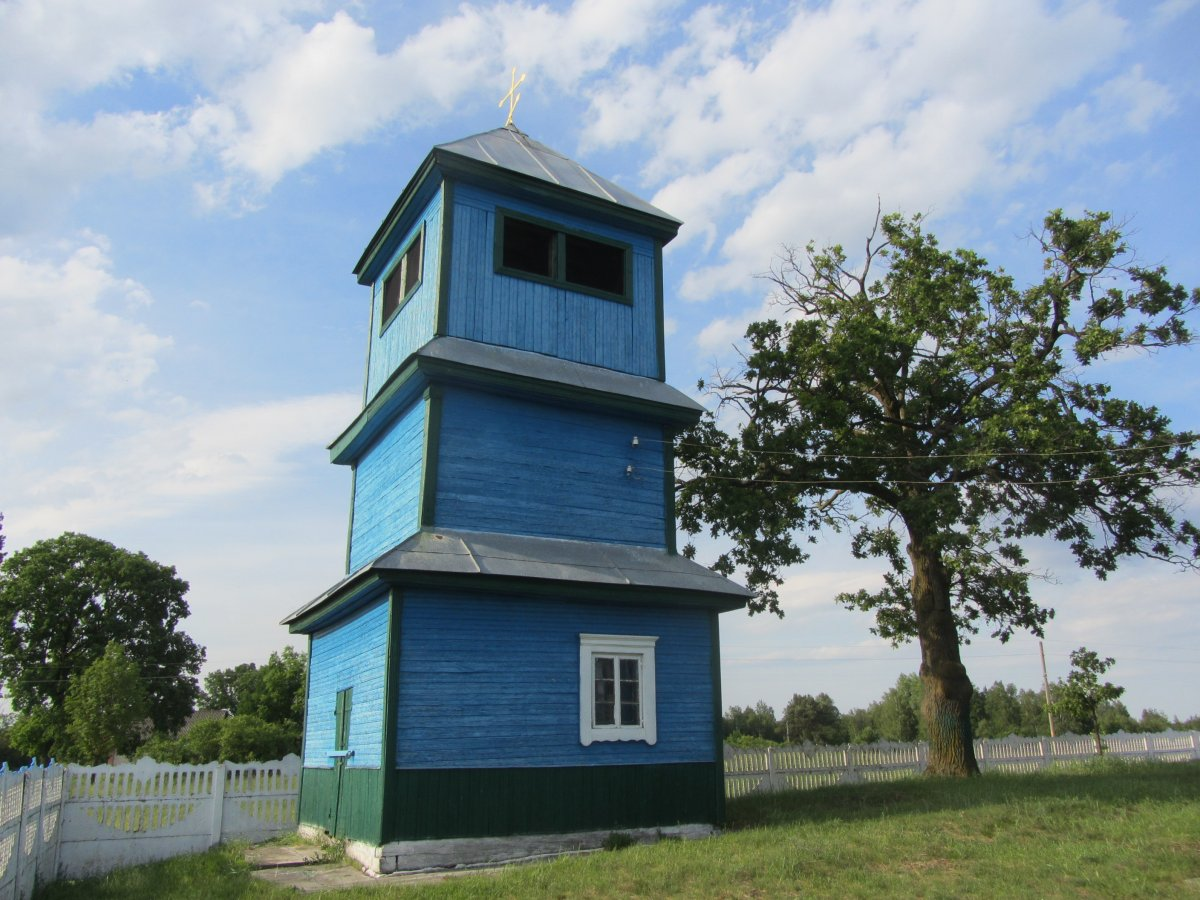
Колокольня
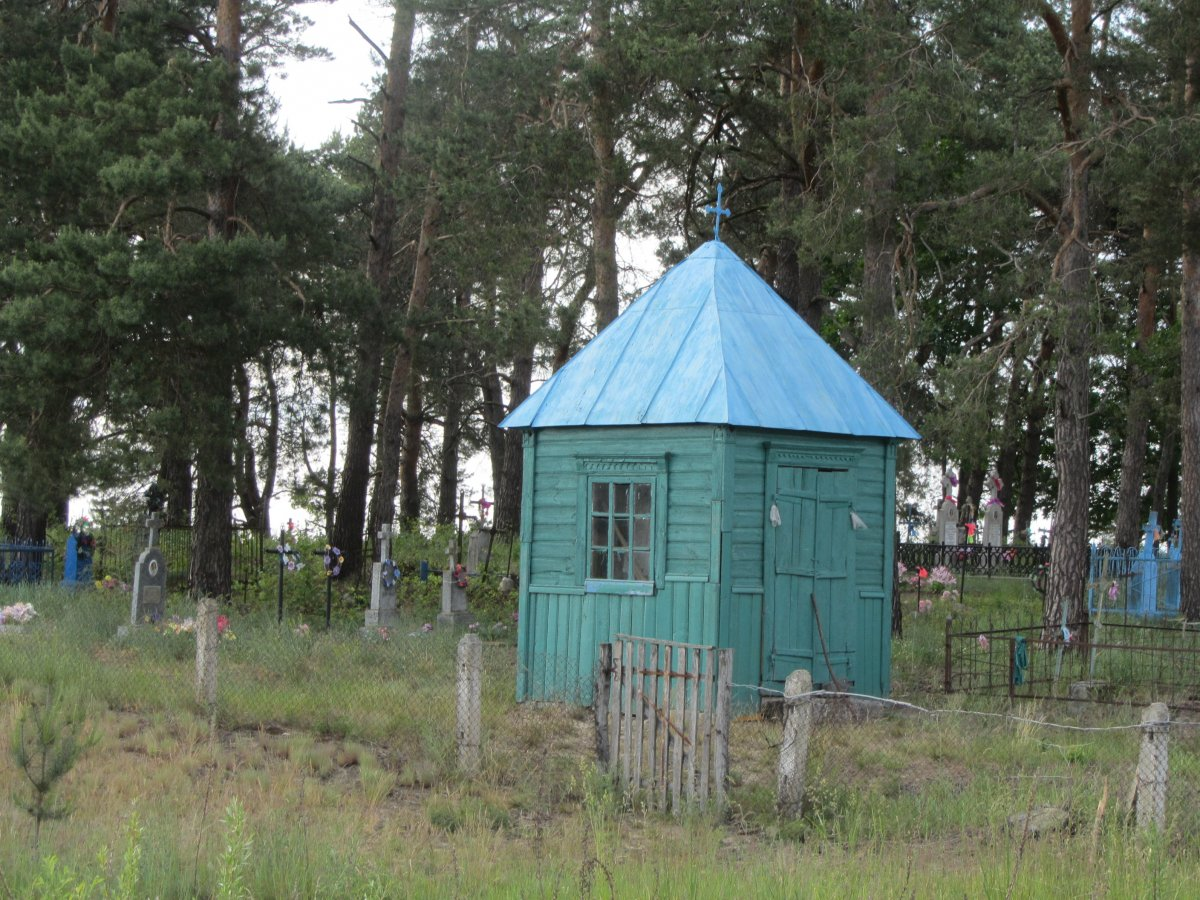
Часовня